# Camp de Veckring
Le camp de Veckring, situé en Moselle sur le territoire de la commune de Veckring, fait partie des casernements dits de sûreté construits en même temps que les ouvrages de la Ligne Maginot dans les années 1930. Ce camp était spécifiquement dédié aux troupes du Gros Ouvrage du Hackenberg tout proche.
Au début du XXIe siècle, le camp est  utilisé par un club de paintball et ou il est aussi possible de pratiquer l'air soft.